# Dono
Dono (Roma, ¿?-11 de abril de 678) fue el papa 78.º de la Iglesia católica desde el 2 de noviembre del 676 hasta su fallecimiento el 11 de abril 678.
Hijo de un romano llamado Mauricio, durante su breve pontificado, la ausencia de conflictos con el emperador bizantino, que lastraron los reinados de sus inmediatos antecesores, le permitió el embellecimiento arquitectónico de Roma, destacando el pavimentado de los alrededores de la Basílica de San Pedro.
Asimismo incentivó a los obispos de Tréveris, en Alemania, y de Cambridge, en Inglaterra a que apoyasen las escuelas que se habían fundado en sus diócesis.
Logró acabar con el cisma abierto con Rávena, por la pretensión de su arzobispo de autonomía total de su sede apostólica, y acabar prácticamente con la herejía monotelista, que ya no contaba con el apoyo del emperador Constantino IV, y que había provocado una profunda escisión en la iglesia, hasta poner en riesgo la misma institución del papado. Con el restablecimiento del orden y de la estabilidad pontificia, Dono consiguió que, de momento, el poder temporal (los emperadores) dejaran de inmiscuirse en cuestiones espirituales, aunque en el futuro el conflicto volvería a abrirse.
Falleció el 11 de abril de 678, siendo enterrado en la Basílica de San Pedro.